# Albert Einstein ATV

O Albert Einstein ATV ou Veículo de Transferência Automatizado 004 (ATV-004) foi uma nave de reabastecimento de carga da Agência Espacial Europeia, recebeu seu nome em homenagem ao físico alemão Albert Einstein. Foi construído para abastecer a Estação  Espacial Internacional (ISS) com combustível, água, ar e carga seca. O Albert Einstein foi lançado através do foguete Ariane 5ES a partir do Centro Espacial Kourou na Guiana Francesa. O lançamento foi feito pelo Arianespace a favor da Agência Espacial Europeia. Na época do lançamento, o Albert Einstein foi a nave espacial mais pesado já lançado por um Ariane 5. O ATV atracou na ISS às 14h07 GMT em 15 de Junho de 2013 e a escotilha foi aberta no dia 18 de Junho.

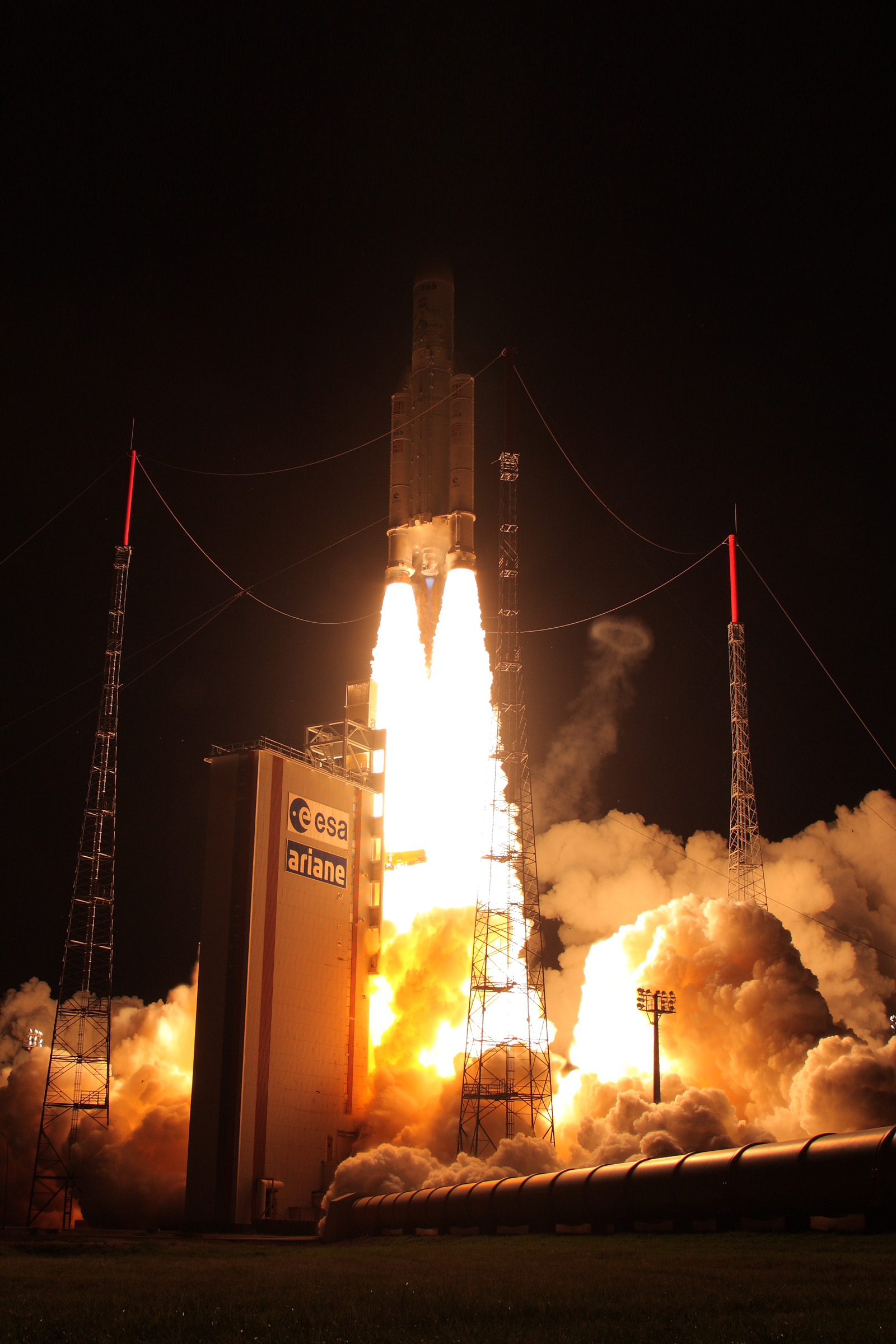
ATV-004 sendo lançado pelo Ariane5ES